# David McKee
David McKee (Devon, Inglaterra, 2 de enero de 1935 - Mediodía francés, Francia, 7 de abril de 2022) fue un escritor e ilustrador inglés, conocido especialmente por ser el creador de la serie de Elmer, el elefante de colores inspirado en la obra de Paul Klee. También ha trabajado como animador en la compañía King Rollo Films, en ocasiones con personajes de su creación. David McKee estudió en la escuela de arte de Plymouth, luego se trasladó a Londres donde estudió en el Howsen College of Art. Comenzó a dibujar tiras cómicas para diarios y revistas aún antes de terminar la universidad. 

## Estilo
Su estilo de ilustración es de una sencillez aparente, aunque en varias de sus obras incluye referencias y guiños a la historia presente, además de relatos paralelos de los que la narración no habla, pero que sí pueden seguirse en las imágenes. En su obra podemos encontrar influencias de Steinberg y André François.

## Premios
Durante su trayectoria, McKee ha ganado varios galardones entre los que destacan:
- Deutscher Jugendliteraturpreis (1987)
- Children’s Choice selection (1997)
- International Reading Association/Children’s Book Council (1997)(1999)
- Fue nominado por el Reino Unido al Premio Hans Christian Andersen en el año 2006.

## Algunos libros traducidos al español
- El mago que perdió su magia
- Ahora no, Bernardo (Ahora no, Fernando)
- Dos monstruos
- Elmer (y demás títulos de la serie)
- La historia de Tucán
- La triste historia de Verónica
- Los dos almirantes
- Negros y blancos
- Odio a mi osito de peluche